# Ellis Mee
Pour les articles homonymes, voir Mee.
Pas d'image ? Cliquez ici

a Compétitions nationales et continentales officielles uniquement.

b Matchs officiels uniquement.
Dernière mise à jour le 2 mars 2025.
Ellis Mee, né le 6 octobre 2003 à Nottingham (Angleterre), est un joueur international gallois de rugby à XV jouant aux postes d'arrière ou d'ailier aux Scarlets depuis 2024.

## Biographie

### Jeunesse et formation
Ellis Mee naît à Nottingham en Angleterre, puis déménage à Adélaïde en Australie, durant sa jeunesse. Il commence donc la pratique du rugby à XV en Australie. De retour dans son pays de naissance, il joue pour le Keyworth RFC et le West Bridgford RFC. Il joue ensuite pour l'université de Nottingham Trent, où il est repéré par le Nottingham RFC.
Bien que né en Angleterre, il peut représenter le pays de Galles grâce à sa mère, originaire de Newport.

### Carrière professionnelle
Ellis Mee fait ses débuts professionnels avec le Nottingham RFC en tout début de saison 2023-2024, en Coupe d'Angleterre contre le Hartpury RFC,. Pour son deuxième match, il inscrit le premier essai de sa carrière face aux Saracens. Pour sa première saison, il joue 22 matchs, marque sept essais et est élu joueur de la saison par les supporters de son club,.
Ses bonnes performances lui permettent d'être repéré par James Davies qui incite ensuite la province galloise des Scarlets à le recruter dès la saison 2024-2025,. Il joue pour la première fois avec sa nouvelle équipe lors de la première journée du United Rugby Championship contre le Benetton Trévise. Trois mois plus tard, il marque son premier essai avec les Scarlets contre les Ospreys. Il marque son deuxième essai la semaine suivante contre les Dragons. En janvier 2025, à la mi-saison, il est sélectionné pour la première fois de sa carrière avec le pays de Galles pour le Tournoi des Six Nations. Il est titularisé et obtient donc sa première sélection lors de la troisième journée de la compétition contre l'Irlande. Durant ce match perdu 18 à 27, il marque un essai refusé par l'arbitre.